# Vlkyňa
Vlkyňa é um município da Eslováquia, situado no distrito de Rimavská Sobota, na região de Banská Bystrica. Tem 11,71 km² de área e sua população em 2018 foi estimada em 391 habitantes.

## Demografia
| Ano:        | 1994 | 2004    | 2014    | 2024   |
| ----------- | ---- | ------- | ------- | ------ |
| Broj ljudi: | 306  | 337     | 403     | 401    |
| Razlika:    |      | +10,13% | +19,58% | -0,49% |

| Ano:               | 2023 | 2024   |
| ------------------ | ---- | ------ |
| Número de pessoas: | 383  | 401    |
| Diferença:         |      | +4,69% |